# 小山田村 (岩手県)
小山田村（おやまだむら）は、昭和29年（1954年）まで岩手県和賀郡にあった村。
現在の花巻市東和町北小山田・東和町石鳩岡・東和町北川目・東和町南川目・東和町新地・東和町外谷地・東和町前田・東和町北前田・東和町百ノ沢にあたる。

## 沿革
- 明治22年（1889年）4月1日 - 町村制施行にともない、上小山田村と下小山田村が合併して東和賀郡小山田村が発足。
- 1897年（明治30年）4月1日 - 郡の統合により東和賀郡と西和賀郡が合併し、和賀郡が復活[1]。和賀郡小山田村となる。
- 昭和30年（1955年）1月1日 - 土沢町、谷内村、中内村と合併し、東和町となる。

## 行政
- 歴代村長

| 代    | 氏名       | 就任                       | 退任                       | 備考 |
| ----- | ---------- | -------------------------- | -------------------------- | ---- |
| 1〜2  | 下坂条助   | 明治22年（1889年）5月8日   | 明治26年（1893年）10月30日 |      |
| 3     | 高橋八十八 | 明治26年（1893年）10月31日 | 明治30年（1897年）12月3日  |      |
| 4     | 下坂条助   | 明治30年（1897年）12月4日  | 明治33年（1900年）6月4日   | 再任 |
| 5〜7  | 伊藤静一   | 明治33年（1900年）6月5日   | 明治44年（1911年）12月31日 |      |
| 8     | 下坂金次郎 | 明治45年（1912年）1月1日   | 大正5年（1916年）3月8日    |      |
| 9〜10 | 伊藤禎一   | 大正5年（1916年）3月9日    | 大正12年（1923年）4月20日  |      |
| 11    | 新田浅之助 | 大正12年（1923年）4月21日  | 昭和2年（1927年）4月20日   |      |
| 12    | 一ノ倉修   | 昭和2年（1927年）5月21日   | 昭和5年（1930年）7月6日    |      |
| 13    | 菅原嘉兵衛 | 昭和5年（1930年）7月7日    | 昭和9年（1934年）7月17日   |      |
| 14    | 菅原徳之助 | 昭和9年（1934年）7月18日   | 昭和9年（1934年）12月12日  |      |
| 15    | 菅原清     | 昭和9年（1934年）12月13日  | 昭和10年（1935年）3月12日  |      |
| 16    | 菊池康統   | 昭和10年（1935年）3月13日  | 昭和12年（1937年）2月8日   |      |
| 17    | 菅原清     | 昭和12年（1937年）2月9日   | 昭和15年（1940年）5月18日  | 再任 |
| 18    | 堀切富蔵   | 昭和15年（1940年）5月19日  | 昭和16年（1941年）1月21日  |      |
| 19    | 伊藤健夫   | 昭和16年（1941年）1月22日  | 昭和16年（1941年）9月22日  |      |
| 20    | 大坂関四郎 | 昭和16年（1941年）9月23日  | 昭和20年（1945年）3月26日  |      |
| 21    | 伊藤荘造   | 昭和20年（1945年）3月27日  | 昭和22年（1947年）4月6日   |      |
| 22    | 菊池武司   | 昭和22年（1947年）4月7日   | 昭和26年（1951年）4月23日  |      |
| 23    | 下坂耕平   | 昭和26年（1951年）4月24日  | 昭和29年（1954年）12月31日 |      |